# Emelyanoviana
Emelyanoviana är ett släkte av insekter som beskrevs av Anufriev 1970. Emelyanoviana ingår i familjen dvärgstritar.
Kladogram enligt Catalogue of Life och Dyntaxa:
| Emelyanoviana | \| \| Emelyanoviana alexandri \| \| \| \| \| \| Emelyanoviana contraria \| \| \| \| \| \| Emelyanoviana mollicula \| \| \| \| \| \| Emelyanoviana naylae \| \| \| \| |
|               | \| \| Emelyanoviana alexandri \| \| \| \| \| \| Emelyanoviana contraria \| \| \| \| \| \| Emelyanoviana mollicula \| \| \| \| \| \| Emelyanoviana naylae \| \| \| \| |
|               | Emelyanoviana alexandri |
|               | |
|               | Emelyanoviana contraria |
|               | |
|               | Emelyanoviana mollicula |
|               | |
|               | Emelyanoviana naylae |
|               | |